# Phrynorhombus norvegicus
Phrynorhombus norvegicus es una especie de pez de la familia Scophthalmidae en el orden de los Pleuronectiformes.

## Hábitat
Vive entre los 20 y los 50 m de profundidad pero, a veces, ha sido observado hasta los 170 m.